# Hexatoma (Eriocera) humilis
Hexatoma (Eriocera) humilis is een tweevleugelige uit de familie steltmuggen (Limoniidae). De soort komt voor in het Afrotropisch gebied.